# Stenalia sectitarsis
Stenalia sectitarsis is een keversoort uit de familie spartelkevers (Mordellidae).